# Імельда Мей
Іме́льда Ме́рі Ха́єм (англ. Imelda Mary Higham), до шлюбу Кла́ббі (англ. Clabby, 10 липня 1974), відоміша як Імельда Мей — ірландська співачка, музикантка та композиторка. Почала кар'єру у 16 років, дебютний альбом випустила у 2005 році. Грає на борані та гітарі. У 2009 році здобула титул «Найкращої виконавиці року» (англ. Best Female Artist of the Year) за версією Meteor Awards.

## Біографія

### Ранні роки та початок кар'єри
Імельда Клаббі народилася у Дубліні 10 липня 1974 року в районі Те-Лібертіс — південній частині міста. Вона наймолодша дитина у родині, має сестер Едель Фой та Марію О'Рейллі і братів Брендана Клаббі і Фінтана Клаббі. На її музичні вподобання вплинув фолк і рок-н-рол, особливо музика Бадді Голлі, Едді Кокрана та Джина Вінсента. У 9 років вона стала фанаткою рокабілі і блюзу, більшою частиною таких виконавців як Елмор Джеймс і Біллі Голідей. У 14 вона співала у рекламі рибних паличок «Фіндус».
Справжню кар'єру почала в 16 років, почавши співати у дублінських клубах, хоча її власне шоу у дублінському Брюссельському клубі скасували через те, що вона неповнолітня. «Я отримувала поради від найкращих музикантів Дубліна. Один з них мовив: "Твій голос чудовий, але треба зробити його жорсткішим"». Приблизно в той же час, коли Імельда Клаббі виступала на концерті невдовзі після розриву з тодішнім бойфрендом, її батько сказав: «Твоє серце розбите? Чудово. Тепер ти можеш співати блюз».
Після переїзду до Великої Британії у 1998 році співає разом з Blue Harlem і Майком Санчесом.

### Професійна кар'єра

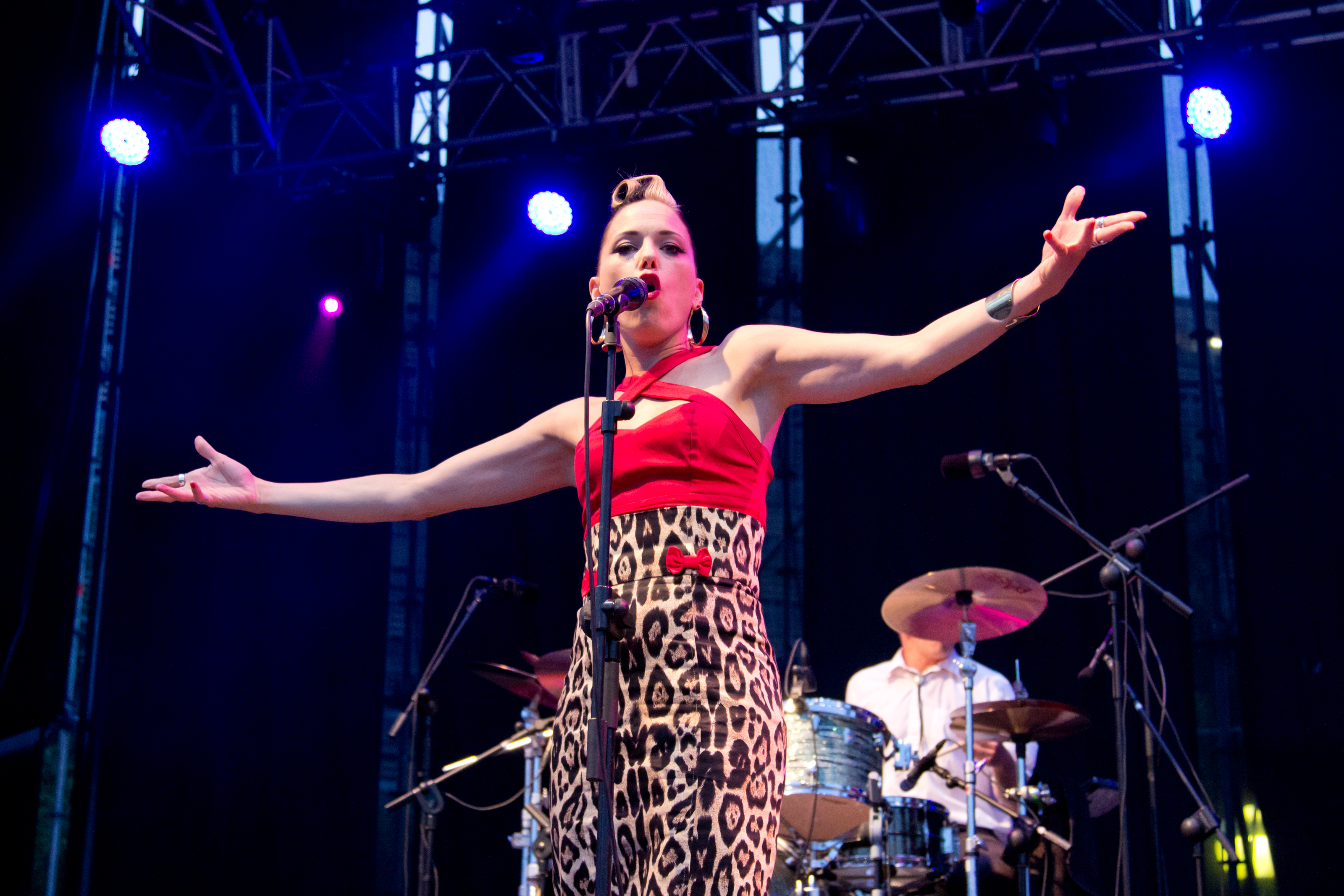
Імельда Мей у 2015

Імельда Клаббі почала кар'єру у 2003 році з формування власного гурту і випуску альбому «No Turning Back» (лейбл Foot Tapping Records) під своїм першим прізвищем Клаббі. У 2005 році альбом було перезаписано та перевипущено Foot Tapping Records під іменем Імельда Мей.
У 2007 році вона підписує контракт з Ambassador Records (філією Foot Tapping Records) і записує другий альбом «Love Tattoo», який став №1 в Ірландії та отримав широке визнання критики. На альбом звернув увагу Джулс Голланд, який підтримав її тур. Згодом Мей взяла участь у його музичному шоу «Later... with Jools Holland». Вона була добре прийнята у Великій Британії, коли виступала перед аудиторією, у складі якої були присутні Джефф Бек, гурт Elbow та Рутс Манува.
Її перші два сингли «Johnny Got a Boom Boom» і «Big Bad Handsome Man» були випущені 23 січня 2009 року. Того ж року вона взяла участь у найпопулярнішому ірландському телешоу «The Late Late Show» і отримала звання «Найкраща виконавиця року» за версією Meteor Awards. Крім того, провела тур у США, трохи згодом — тур із Джеймі Каллумом. 14 серпня 2009 p. Мей виконала пісні «Johnny Got a Boom Boom» та акустичну версію «Big Bad Handsome Man» в програмі «Other Voices» на телеканалі RTÉ.
31 січня 2010 р. вона виступала на 52-й церемонії вручення премії Ґреммі разом із Джеффом Беком з трибю'том до Леса Пола. Після кількох виступів на фестивалях, таких як Eurosonic Festival у Гронінгені, Нідерланди, 3 вересня 2010 вона випускає третій студійний альбом «Mayhem» в Ірландії, який знову стає №1 у Irish Album Charts — і, згодом, 4 жовтня 2010 р. альбом виходить у Великій Британії.
18 липня 2011 Імельда Мей дебютує на телебаченні у програмі «The Tonight Show with Jay Leno», виконуючи пісню «Mayhem» на підтримку виходу альбому у США, та 8 серпня з'являється у ток-шоу «Conan».
6 вересня 2011 р. вийшов альбом триб'ютів на пісні Бадді Холлі «Listen to Me: Buddy Holly», де Мей виконує кавер-версію пісні «I'm Looking for Someone to Love».

### Виступи з іншими артистами
Імельда Мей працювала на одній сцені з Вандою Джексон, Елісон Моє, Лу Рідом, Девідом Гілмором, Шерон Корр, The Supremes, Браяном Сетцером, The Dubliners, Мадлен Пейру, Меттом Бьянко, Елвісом Костелло, Джулсом Холландом, Джеффом Беком і Мітом Лоуфом, і з продюсерами Тоні Вісконті та Пітером Ешером. Вона також співала у «The Candy Box Burlesque Club» у Бірмінгемі та з'являлася у складі «The World Famous Palookaville! Burlesque Orchestra» на кожному шоу «Candy Box» із початку його заснування у лютому 2006.
У 2009 році вона взяла участь в записі синглу «Children in Need» разом з Карою Діллон, Террі Вогеном, Хейлі Вестенра та іншими на Abbey Road Studios. У 2010 вона бере участь у записі альбому Джеффа Бека «Emotion & Commotion», де виконує пісню «Lilac Wine» і у версії альбому для японського ринку виконує бонусну пісню «Poor Boy». 11 листопада 2010 р. вона з'являється як гість комедійного музичного шоу «Never Mind The Buzzcocks» на BBC2.
У 2010 працює на англійському етапі туру Міта Лоуфа «Hang Cool Tour», та протягом року гастролює із Джеффом Беком.

### Особисте життя
У 2002 році Імельда одружилася з гітаристом свого гурту Дарреном Хаємом.

## Дискографія

### Студійні альбоми
| 2005                         | No Turning Back | — | —  |
| 2008                         | Love Tattoo     | 1 | 58 |
| 2010                         | Mayhem          | 1 | 7  |
| «—» не брав участи у чартах. |                 |   |    |

### Сингли
| Рік                          | Сингл                  | Найвища позиція у чартах | Найвища позиція у чартах |
| Рік                          | Сингл                  | Ірландія                 | Велика Британія          |
| ---------------------------- | ---------------------- | ------------------------ | ------------------------ |
| 2009                         | Johnny Got a Boom Boom | —                        | —                        |
| 2009                         | Big Bad Handsome Man   | —                        | —                        |
| 2010                         | Psycho                 | —                        | —                        |
| 2010                         | Mayhem                 | 24                       | 104                      |
| 2010                         | Kentish Town Waltz     | 28                       | —                        |
| 2011                         | Inside Out             | —                        | —                        |
| 2011                         | Roadrunner             | —                        | —                        |
| «—» не брав участи у чартах. |                        |                          |                          |

## Гурт
- Імельда Мей – вокал, боран
- Ел Гер – контрабас, бас-гітара
- Стів Раштон – ударні
- Даррел Хаєм – гітара
- Дейв Прайзмен – труба, флюгельгорн, перкусія, гітара

## Нагороди та номінації
| Рік  | Організація        | Номінант    | Нагорода                     | Результат |
| ---- | ------------------ | ----------- | ---------------------------- | --------- |
| 2009 | Meteor Awards      | Імельда Мей | Найкраща виконавиця Ірландії | Перемога  |
| 2010 | RTÉ Radio 1        | Mayhem      | Альбом року                  | Перемога  |
| 2011 | Choice Music Prize | Mayhem      | Choice Music Prize           | Номінація |